# Lebogang Mashile
Lebogang Mashile (Pawtucket, Rhode Island, EUA, 7 de febrer de 1979) és una poeta, escriptora, actriu i activista en defensa dels drets humans, la diversitat i el feminisme sudafricana.
Tot i que va néixer als Estats Units a causa de l'exili dels seus pares, Lebo Mashile és un dels noms més reconeguts en el camp de la poesia oral del seu país, Sud-àfrica. El 1990, després de les primeres eleccions democràtiques i la fi de l'apartheid, va tornar a una llar on mai no havia posat els peus, però que formava part inseparable de la construcció de la seva identitat. La seva poesia beu d'aquesta condició, els múltiples combats que implica ser una dona racialitzada, però també de l'alegria, de la música i del cel i els colors que toquen l'Índic, allà a sud de la fi del món, on els ancestres s'honren en una allau de llengües en resistència. Ha exercit com a presentadora, actriu i ha destacat com una ferma activista en defensa dels drets humans, la diversitat i el feminisme. Ha escrit i ha produït la sèrie documental L'Attitude i ha presentat el programa infantil de televisió Great Expectations. Va actuar a la pel·lícula Hotel Ruanda (2004) i, juntament amb la coreògrafa Sylvia Glasser, ha escrit i ha protagonitzat Threads, una fusió de poesia, música i dansa reconeguda com a motor cultural a Sud-àfrica. El febrer del 2018 va debutar amb una peça teatral sobre Saartjie Baartman, una dona africana a través de la qual es pot explicar el racisme del segle xix a Europa. El seu primer llibre de poemes, In a Ribbon of Rhythm (2005), va rebre el Premi Noma de Publicació a Àfrica, un dels més importants de la literatura africana. Destaca, també, el poemari Flying Above The Sky (2008) i els àlbums Lebo Mashile Live! i Moya (2016), aquest últim editat en col·laboració amb el cantant i compositor Majola.
El 2011, la revista New African considerà Mashile una de les 100 millors africanes. El 2012 va guanyar el premi Art Ambassador en els premis Mbokodo.